# Bandiera del Bahrein
La bandiera del Bahrein è il vessillo nazionale del Regno del Bahrein. È stata adottata nel 1783 e modificata varie volte fino alla versione attuale del 2002. La bandiera è composta da una banda bianca sulla sinistra, separata dall'area rossa sulla destra da una linea spezzata che forma cinque triangoli bianchi. Nella vecchia bandiera erano presenti più di cinque triangoli, ma la modifica venne apportata affinché i cinque triangoli rappresentassero i cinque pilastri dell'islam.
Il colore rosso apparentemente indica la setta islamica Kharijita, e la più antica bandiera del Bahrein che si conosca era completamente rossa. Durante il XIX secolo però, venne aggiunta la banda bianca, a indicare la tregua ottenuta con le nazioni confinanti, e la linea spezzata triangolare venne aggiunta per differenziare la bandiera da quella dei paesi vicini.

## Bandiere storiche

Bandiera utilizzata prima del 1820.
Bandiera utilizzata dal 1820 al 1932.
Bandiera utilizzata dal 1932 al 1972.
Bandiera utilizzata dal 1972 al 2002.

### Esplicative
1. ↑  In lingua italiana sono usate entrambe le forme "Bahrein" e "Bahrain", con la prima fedele alla fonologia italiana /baˈrɛin/ e la seconda alla traslitterazione dell'arabo البحرين‎, al-Baḥrayn, cfr.  Allegato A5 – Elenco degli Stati, dei territori e delle monete, su style-guide.europa.eu. URL consultato il 15 febbraio 2025.  Calendario Atlante De Agostini 2013, vol. 2, Novara, Istituto geografico De Agostini, 2012,  pp. 137-138, ISBN 978-88-511-1633-0. Baḥrain, in Treccani.it – Enciclopedie on line, Roma, Istituto dell'Enciclopedia Italiana. URL consultato il 15 febbraio 2025.  Luciano Canepari, Bahrain, in Il DiPI: dizionario di pronuncia italiana, Bologna, Zanichelli, 1999, ISBN 88-08-09344-1. 
 Bruno Migliorini et al., Scheda sul lemma "Baḥrain", in Dizionario d'ortografia e di pronunzia, Rai Eri, 2010, ISBN 978-88-397-1478-7.
«adatt. come Bahrein»